# 以心傳心
以心傳心（日语： Ishin-denshin）是一個日本熟语，意指不用說出來也能理解對方意思的溝通方式。
儘管普世人類皆懂得理解沉默背後的意思，但一些日本人相信這是日本文化的獨有特徵。其跟腹藝在概念上有所不同——前者是指被動地理解對方的內心，後者則指有意進行的非語言溝通。日本人传统上认为「以心傳心」是經由內心或腹部（內部的象徵）進行的無聲交流；他們認為用到嘴部或臉部（外部）的溝通較容易出現不够坦誠的情況。這一概念經由中國傳入日本，並跟禅宗有關。對於禅宗而言，以心傳心即代表直接經由心靈傳法。禅宗把释迦牟尼跟摩訶迦葉傳法的一幕形容為「以心傳心」。
以心傳心等非語言溝通方式繼續影響當代的日本文化和伦理觀念——從商业伦理到临终关怀，無一不受其影響。